# Romain Bellenger
Romain Bellenger (18 januari 1894 - 25 november 1981) was een Frans wielrenner.

## Levensloop en carrière
Bellenger werd prof in 1921. Hij won 6 etappes in de Ronde van Frankrijk en droeg 2 dagen de gele trui in 1923.

## Resultaten in voornaamste wedstrijden
| Jaar | Ronde van Italië | Ronde van Frankrijk | Ronde van Spanje |
| ---- | ---------------- | ------------------- | ---------------- |
| 1920 |                  | opgave              |                  |
| 1921 |                  | opgave (1)          |                  |
| 1922 |                  | opgave (1)          |                  |
| 1923 |                  | ↑ (1)               |                  |
| 1924 |                  | 8e (2)              |                  |
| 1925 |                  | 11e (1)             |                  |
| 1926 |                  | opgave              |                  |
| 1927 |                  |                     |                  |
| 1928 |                  |                     |                  |
| 1929 |                  | opgave              |                  |

- Bibliothèque nationale de France: cb16631287b (data)
- International Standard Name Identifier: 0000 0004 5098 6285
- Virtual International Authority File: 316737898